# Siikajärvi (sjö i Finland, Nyland)
Siikajärvi är en sjö i Vichtis kommun, Esbo stad och Kyrkslätts kommun i Finland.   Den ligger i landskapet Nyland, i den södra delen av landet, 26 km nordväst om huvudstaden Helsingfors. Siikajärvi ligger 57,3 meter över havet. I omgivningarna runt Siikajärvi växer i huvudsak barrskog. Arean är 69,3 hektar och strandlinjen är 7,26 kilometer lång. Sjön  ingår i Finska vikens kustområde. 